# Cognières
Cognières é uma comuna francesa na região administrativa de Borgonha-Franco-Condado, no departamento de Alto Sona. Estende-se por uma área de 3,93 km². Em 2010 a comuna tinha 91 habitantes (densidade: 23,2 hab./km²).